# Банковская система Маврикия
Банковская система Маврикия — система кредитно-финансовых институтов Республики Маврикий, состоящая из Банка Маврикия, традиционных коммерческих, офшорных и исламских банков, небанковских депозитных организаций, обменных дилеров (Foreign Exchange Dealers) и «менял» (Money Changers).

## Банковское законодательство
- Закон о Банке Маврикия № 34 от 12 октября 2004 года,
- Банковский Закон № 35 от 12 октября 2004 года.

## Коммерческие банки
Около 75% банковского рынка охвачено двумя маврикийскими банками: Mauritius Commercial Bank и State Bank of Mauritius, которые входят в десятку крупнейших африканских банков. 
По состоянию на 2012 год в банковском секторе Маврикия действовало 19 коммерческих банков:
| Наименование (англ. )               | Учреждение/реорганизация                                               | Основные виды деятельности | Официальный сайт |
| ----------------------------------- | ---------------------------------------------------------------------- | -------------------------- | ---------------- |
| Mauritius Commercial Bank Ltd (MCB) | Основан в 1838 году, в нынешнюю форму (Ltd) преобразован 18.08.1955 г. | коммерческий банкинг       | www.mcb.mu       |
| State Bank of Mauritius Ltd (SBM)   | Основан в 1973 году                                                    | коммерческий банкинг       | www.sbmgroup.mu  |
| HSBC Bank (Mauritius) Limited       | Основан в 1916 году                                                    | коммерческий банкинг       | www.hsbc.co.mu   |

## Исламские банки
По состоянию на 2012 год в банковском секторе Маврикия присутствовал один банк, работающий на принципах исламского банкинга.
| Наименование (англ. )           | Учреждение/реорганизация | Основные виды деятельности | Официальный сайт |
| ------------------------------- | ------------------------ | -------------------------- | ---------------- |
| Century Banking Corporation Ltd | 2011                     | только исламский банкинг   | www.cbc.com.mu   |

## Офшорные банки
Банк Маврикия выдал первую лицензию на осуществление офшорной банковской деятельности в начале 1990-х годов, к концу 2004 года На Маврикии функционировало уже 12 офшорных банков. В соответствии с установленными правилами офшорный банк на Маврикии может быть учреждён только другим банком, как местным, так и иностранным банком с хорошо известной репутацией. Новый Закон о банковской деятельности, принятый в сентябре 2004 года, уравнял в правовом положении традиционные и офшорные банки, предоставив последним право заниматься осуществлять банковские операции в маврикийских рупиях. Офшорные банки Маврикия осуществляют широчайший спектр финансовых операций по всему миру.